# めぐり逢い紡いで
めぐり逢い紡いで（めぐりあいつむいで）は、大塚博堂の曲である。

## 概要
作詞はるい（小坂洋二）、作曲は大塚による。1978年2月5日発売の3枚目のアルバム『もう少しの居眠りを』に収録され、同年7月5日にシングルカットされた。
布施明との競作であり、布施によるシングルは1978年9月5日にリリースされ、同年12月5日には同曲を表題作とするアルバム『めぐり逢い紡いで』もリリースされた。布施は同年の『第29回NHK紅白歌合戦』で同曲を歌った。

## 収録曲
全作詞：るい／作曲：大塚博堂／編曲：林哲司
A面
1. めぐり逢い紡いで（3分26秒）

B面
1. 小さな幸福でよければ（3分44秒）

## エピソード
- 渡辺プロダクションで、この曲をほかの人に歌わせたいということで募集をかけたところ、布施明と森進一が名乗りを挙げた。布施や森はコンサートでこの曲を歌っており、自分の曲にしたいという思いが強かった。事務所の判断で布施が歌うことになったが、森もコンサートやディナーショーなどでその後も歌っている。
- 『紅白歌合戦』で布施が歌ったが、それが博堂の作品だと知ったNHKがレコード店で博堂のLPを探し、「旅でもしようか」をNHKのキャンペーンソングに採用した。
- 漫画家はらたいらの著書に「めぐり逢い紡いで」があるが、この題名はこの曲から付けたものである。

## 編曲の違い
博堂の「めぐり逢い紡いで」は、2通りのアレンジがある。アルバムがあかのたちお、シングルは林哲司が担当した。
アルバムのイントロはオーボエ等を使い語るような静かな演奏で、2コーラスが終わった後にさび返しがあり、博堂の歌唱も淡々としている。シングルの方は、エレキギターを中心に女性のスキャットが入り、2コーラスだけでキーがアルバムよりも高い。カラオケで配信されているのは、アルバムのアレンジである。CDなど以前はアルバムの方がメディアに露出する機会が多かったが、最近はシングルの露出も多くなった。

布施の「めぐり逢い紡いで」は、宮川泰の他に、岩崎文紀、井川雅幸がアレンジしたものもある。

## 布施明によるカバー
A面
1. めぐり逢い紡いで（3分07秒）
作詞：るい／作曲：大塚博堂／編曲：宮川泰

B面
1. かもめよ（4分03秒）
作詞・作曲：布施明／編曲：宮川泰

## その他のカバー
- 1992年 - 原大輔
- 1992年 - 日高晤郎
- 2003年 - 門倉有希
- 2023年 - 錦織一清